# Boson de Provence
Pour les articles homonymes, voir Boson (homonymie).
Boson ou  Boson de Provence (né v. 844 et mort le 11 janvier 887) est un monarque lotharingien. 
En se faisant couronner roi de Bourgogne et duc de Provence, il est le premier à parvenir à imposer une royauté élective, autonome et indépendante des carolingiens directs, quoique précaire, au sein de l'imperium francorum du IXe siècle.

## Famille
Boson ou Boson de Provence (lat. Boso) est le fils de Bivin de Gorze, également connu sous le nom de Bivin de Vienne, il épouse en 876 Ermengarde, fille de l'empereur Louis II le Jeune. Sa sœur Richilde d'Ardennes est d'abord la concubine et enfin la seconde épouse en 870 de Charles II le Chauve, roi de Francie occidentale et empereur d'Occident qui accorde à son beau-frère Boson de nombreuses faveurs.

## Biographie

### Un proche deCharlesIIle Chauve
En 870, peu après le mariage de sa sœur, Boson reçoit l'administration du comté de Troyes et  l'abbaye de Saint-Maurice d'Agaune qui avait été détenue par son oncle maternel Hucbert.
En janvier 871, Charles II le Chauve le nomme duc du Lyonnais et du Viennois (Bourgogne Cisjurane), en succession de Girart de Vienne.
En 872, Charles le Chauve le nomme conseiller de son fils Louis le Bègue, roi d'Aquitaine depuis 867. Nommé comte de Bourges, chambrier et maître des huissiers, Boson reçoit les fonctions du comte Gérard d'Auvergne (fils de Gérard d'Auvergne mort en 841 lors de la bataille de Fontenoy-en-Puisaye), déposé par le roi.
En 875, à la mort de l'empereur Louis II le Jeune, Boson accompagne le roi Charles II le Chauve qui part en Italie pour recevoir le titre d'empereur du pape Jean VIII. Le nouvel empereur, Charles, nomme son beau-frère, duc en Italie, et duc de Provence.
En février 876 ou en septembre 877, à Pavie, Charles le Chauve avant de repartir pour le royaume de France, nomme Boson vice-roi du royaume d'Italie. Cette même année à Rome, il épouse Ermengarde, la fille unique de l'empereur décédé Louis II le Jeune.
En mars 877, Boson retourne auprès de Charles II le Chauve à Compiègne. Il tient sur les fonts baptismaux un des enfants du roi. Boson se rapproche de Hugues l'Abbé, fils de Conrad Ier de Bourgogne et neveu de l’impératrice Judith de Bavière, épouse de l'empereur Louis le Pieux et lui associe Richard le Justicier, frère de Boson. Cette même année, à la mort de son oncle, le comte Ecchard, Boson reçoit le comté de Mâcon et le comté de Chalon. Avec ses deux nouveaux fiefs, Boson est désormais maître de la quasi-totalité de la vallée du Rhône (Viennois et Lyonnais), de la vallée de la Saône (Mâconnais et Chalonnais) et de la Provence.

### Les premières tentatives
Toutefois, quand Charles II le Chauve envisage une nouvelle expédition en Italie et la levée d'un tribut de cinq mille livres pour éloigner les Normands, il doit signer le capitulaire de Quierzy, qui rend héréditaires les charges comtales. Cet accord de juin 877 est considéré comme une concession accordée aux grands qui avaient manifesté un grand mécontentement contre ces deux projets royaux.

Profitant du départ du roi en Italie, Boson ainsi que d'autres chefs de l'aristocratie, en particulier Hugues l'abbé, Bernard Plantevelue et Bernard de Gothie, non seulement refusent l'aide demandée, mais se soulèvent et obligent le roi à un retour précipité au cours duquel il meurt le 6 octobre 877 dans un village de Maurienne. Après la mort de Charles, ils obligent le fils de Charles, Louis II le Bègue, à confirmer leurs droits et privilèges.
En mai 878, le pape Jean VIII menacé par les Sarrasins et des nobles italiens, vient se réfugier à Arles auprès de Boson, qui s'est rapproché du nouveau roi, et de sa femme Ermengarde. Boson accompagne le pape à Troyes où est organisé un concile pour statuer sur les troubles dans l'empire et notamment la révolte de Bernard de Gothie et les ambitions du bâtard Hugues qui veut reconquérir la Lotharingie. Le pape propose à Louis le Bègue de l'accompagner à Rome où il pourra le couronner empereur, mais le roi déjà très malade, et craignant de mourir en route, se voit obligé de refuser cet honneur.
Boson, toujours vice-roi d'Italie, passe une « convention secrète » avec le pape, et le raccompagne dans le but de se faire reconnaître roi d'Italie, mais la manœuvre échoue devant la mauvaise volonté des évêques et des grands seigneurs italiens. Boson revient furieux de cet échec.
Le 10 avril 879, le roi Louis II le Bègue meurt à Compiègne, son fils Louis III lui succède en Neustrie et Austrasie, alors que son frère Carloman II récupère l'Aquitaine et la Bourgogne. Cette même année, Boson agrandit ses possessions en y ajoutant le comté d'Autun - et se fait élire roi le 15 octobre.

### Ses titres et ses possessions en 879
(juillet 2010).
- Abbé laïc de Saint-Maurice d'Agaune (870)[13]
- Comte de Troyes (870)
- Gouverneur (duc) du Lyonnais et du Viennois (duché de Lyon, Bourgogne Cisjurane) (871)
- Conseiller et chambrier de Louis le Bègue (son neveu), roi d'Aquitaine (872)
- Comte du Berry et de Bourges (872)
- Duc en Italie, et duc de Provence (875)
- Vice-roi du royaume d'Italie (876)
- Comte de Mâcon et comte de Chalon (877)
- Comte d'Autun (879)

### La restauration du royaume de Bourgogne

#### Avènement
(juillet 2010).

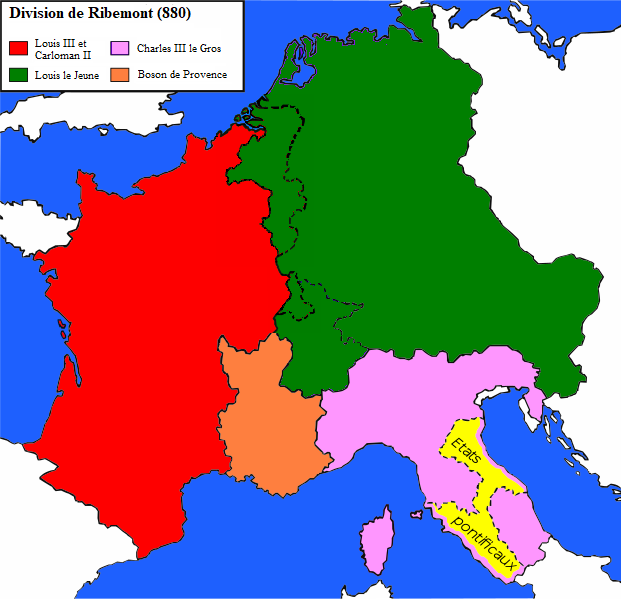
L'empire carolingien en 880.

À la mort de Louis le Bègue, les droits de succession de ses fils Louis III et Carloman II sont sérieusement contestés. Le 15 octobre 879, prélats et seigneurs se réunissent en concile au château de Mantaille (entre Anneyron et Châteauneuf-de-Galaure) afin de choisir l'homme le plus apte à protéger l'Église et le pays. Ils choisissent Boson comme roi et décident de la restauration du royaume de Bourgogne, constitué des possessions de Boson, mais aussi des diocèses des religieux – six archevêques et dix-sept évêques – présents (Aix, Arles, Autun, Avignon, Beaune, Besançon, Chalon, Dijon, Genève, Grenoble, Langres, Lausanne, Lyon, Mâcon, Marseille, Tarentaise, Tonnerre, Troyes, Valence, Vienne).
Fille d'empereur, son épouse Ermengarde, a nourri des idées ambitieuses pour son mari puis pour son fils. Jouissant d'une grande influence sur Boson, elle joua un rôle dans son avènement.
Le 15 octobre 879, Boson devient donc roi du royaume restauré de Bourgogne (incluant la Provence). Il est couronné quelques jours plus tard à Lyon, par Aurélien, l'archevêque de cette ville. Il installe sa capitale à Vienne et se dote d'une chancellerie.
De façon surprenante, le pape Jean VIII qui lui propose la couronne d'Italie, avec l'idée d'en faire un empereur et qui ne comprend pas qu'un seigneur de sa valeur fasse passer au premier plan ses intérêts privés, refuse cette élection et va même jusqu'à traiter Boson de tyran et d'usurpateur. Cependant dès 879, la nouvelle administration du royaume se met en place comme l'attestent les nombreux actes concernant les comtés. En juillet 880, Boson, nomme un abbé de confiance, Gilon de Tournus, comme évêque de Langres.

#### La réaction carolingienne
Cependant, l'ambition dévoilée de Boson et son couronnement ont pour effet de créer contre lui une nouvelle alliance des rois carolingiens. Par l'entremise de l'évêque Hincmar de Reims, Louis III de France, Carloman II, leur cousin Charles III le Gros et un représentant de Louis le Jeune (retenu dans son royaume par la maladie), se rencontrent en juin 880 en Lorraine à Gondreville afin de s'entendre sur les actions contra Bosonem tyrannum.
Fin 880 les troupes de l'alliance, après avoir repris Autun, Besançon, Chalon, Mâcon et Lyon, investissent Vienne. Boson se réfugie avec la plus grande partie de ses troupes dans les montagnes, laissant la défense de la ville sous le commandement de son épouse. Alors que Charles III le Gros est parti recueillir la couronne d'Italie, Louis III et Carloman II abandonnent le siège de la ville et permettent ainsi le retour de Boson dans sa capitale.[réf. nécessaire]
Charles III le Gros, nouvellement élu empereur d'Occident, fait reprendre la guerre dès le mois d'août 881. Les troupes du roi Carloman II entament à nouveau le siège de Vienne, mais apprenant la mort de son frère le roi Louis III, survenue le 5 août, il lève aussitôt le siège pour aller recueillir la succession. Cependant les troupes de l'empereur Charles III le Gros arrivent à leur tour et réussissent à prendre la ville qui est pillée et incendiée. Richard le Justicier, frère de Boson, prend sous sa protection sa belle-sœur et sa nièce Engelberge et les emmène à Autun. Boson se réfugie en Provence.

#### L'épilogue
(juillet 2010).
En 884, à la mort de Carloman II qui n'a pas de fils, l'empereur Charles III le Gros est appelé pour assurer la régence du royaume de France. Il propose à Boson de le reconnaître comme roi de Provence sous la simple condition d'un hommage au royaume des Francs. Boson sort honorablement de sa lutte contre les Carolingiens, et meurt le 10 janvier 887. Il est inhumé dans la cathédrale Saint-Maurice de Vienne.
À sa mort, son fils unique Louis est dans la plus tendre enfance. Sa deuxième épouse Ermengarde, secondée par Aurélien, l'archevêque de Lyon, et Bernoin (ou Barnoin), l'archevêque de Vienne, assure la régence du royaume de Provence. Son beau-frère, Richard II de Bourgogne dit le Justicier qui a hérité des « honneurs » de Boson, n'hésite pas à se déclarer le protecteur naturel de son neveu Louis, et se saisit du gouvernement des États de Boson. L'empereur Charles III le Gros est le seul prince régnant en position de contester les droits de Louis à l'héritage paternel. Pour prévenir toute opposition de sa part, Ermengarde se rend (en 887), auprès du monarque pour lui présenter Louis et implorer sa protection. Privé d'héritier légitime, Charles III le Gros comble les espérances de la reine. Il adopte Louis comme son fils, et lui confère le titre de roi, ce qui lui permet de retourner régner en Provence sous la régence de sa mère.

### Décès
Boson meurt à Vienne (Isère) le 11 janvier 887. Il est enterré dans la cathédrale Saint-Maurice de Vienne.

## Généalogie

### Ascendants
Pour René Poupardin et pour Christian Settipani qui confirment la filiation entre Boson et Bivin de Gorze, Bivin le gendre de Boson l'Ancien.

### Descendants
Boson de Provence prit pour épouse :
```
 1) X entre 860 et 875 dont le nom est resté inconnu et qu'il aurait empoisonnée
[
16
]
.
 2) En 
876
 
Ermengarde
 (cf. 
Carolingiens
), fille de l'empereur 
Louis
 
II
 le Jeune
.
 │
 │
 ├─De 1 
Willa de Provence
 (vers 873 – † avant 924)
[
réf.
 
nécessaire
]
, épouse de 
Rodolphe
 
I
er
 de Bourgogne
, (+911)
 │      puis d'
Hugues d'Arles
 (vers 
882
 – † 
947
)
 │
 │
 ├─De 2 
Engelberge
 (? – ?). Elle est fiancée le 11 septembre 878 à 
Carloman
 
II
 de France
,
 │      ép. 
Guillaume le Pieux

 │
 │
 └─De 2 
Louis
 
III
 l'Aveugle
 (vers 
880
 – † après 
928
), roi de Provence (
887
 – 
928
), 
roi d'Italie
 (
900
),
        
empereur d'Occident
 (
901
 – 
905
).
        ép. Adéla, fille de 
Rodolphe
 
II
 de Bourgogne
[
7
]

        Son surnom provient du fait qu'il a été aveuglé par 
Bérenger
 
I
er
, son rival à la tête de l'empire.
```